# جودی کارنی
جودی کارنی (انگلیسی: Judy Carne) بازیگر اهل انگلستان بود. او از سال ۱۹۶۱ تا ۱۹۹۳ مشغول به فعالیت هنری بود.

## بخشی از فیلمشناسی
از فیلم‌ها یا برنامه‌های تلویزیونی که وی در آن نقش داشته‌است می‌توان به آثار زیر اشاره کرد.
- عشق روی پشت‌بام (۱۹۶۶)